# Iegor Sorokine
Iegor Andreïévitch Sorokine (en russe : Егор Андреевич Сорокин) est un footballeur international russe né le 4 novembre 1995 à Saint-Pétersbourg. Il évolue au poste de défenseur.

## Biographie

### Carrière en club
Né à Saint-Pétersbourg, Iegor Sorokine effectue sa formation de footballeur au sein de plusieurs clubs de la ville, incluant notamment le centre de formation du Zénith Saint-Pétersbourg et les équipes de jeunes du FK Tosno.
Il est recruté au début d'année 2014 par le Rubin Kazan et évolue dans un premier temps au sein de l'équipe réserve avant de faire ses débuts en première division à l'âge de 18 ans face au FK Rostov le 13 septembre 2014, entrant en jeu dans les derniers instants de la rencontre. Il s'agît cependant de sa seule apparition en équipe première, Sorokine étant par la suite cantonné à l'équipe réserve ainsi qu'au club-école du Rubin-2 où il passe le reste de la saison en troisième division.
Prêté au début de l'année 2016 en Kazakhstan au FK Aktobe, Sorokine s'y impose rapidement comme titulaire en défense centrale et dispute 29 rencontres en championnat, marquant même son premier but le 18 septembre 2016 contre le FK Astana et portant le brassard de capitaine durant la fin de saison. Il y fait également ses débuts dans les compétitions européennes en jouant deux matchs de qualification pour la Ligue Europa au cours de l'été. Il rentre par la suite au pays et passe le premier semestre 2017 au Neftekhimik Nijnekamsk dans la deuxième division.
Après son retour au Rubin Kazan durant l'été 2017, Sorokine intègre progressivement l'équipe première, jouant dix-sept rencontres en championnat durant l'exercice 2017-2018, incluant onze titularisations. Il devient un titulaire régulier à partir de la saison suivante durant laquelle il joue une trentaine de matchs et marque six buts incluant notamment un doublé contre le Zénith Saint-Pétersbourg le 9 décembre 2018 pour une victoire 2-1,.
Peu après le début de l'exercice 2019-2020, il est recruté par le FK Krasnodar au début du mois de septembre 2019 avant de revenir dans la foulée au Rubin Kazan sous la forme d'un prêt jusqu'à la fin de la saison. Ce prêt est finalement interrompu à la fin de l'année 2019 et Sorokine termine alors la saison à Krasnodar, aidant par la suite le club à se classer troisième du championnat.

### Carrière internationale
Appelé pour la première fois avec la sélection russe par Stanislav Tchertchessov à la fin du mois d'août 2018, Sorokine connaît sa première sélection le 10 septembre 2018 en rentrant à la fin d'un match amical contre la Tchéquie,.

## Statistiques
| Saison                | Club                          | Championnat           | Championnat | Championnat | Coupe(s) nationale(s) | Coupe(s) nationale(s) | Compétition(s) continentale(s) | Compétition(s) continentale(s) | Compétition(s) continentale(s) | Total | Total |
| Saison                | Club                          | Division              | M.          | B.          | M.                    | B.                    | Comp.                          | M.                             | B.                             | M.    | B.    |
| 2014-2015             | Rubin-2 Kazan                 | D3                    | 17          | 0           | -                     | -                     | -                              | -                              | -                              | 17    | 0     |
| 2016                  | FK Aktobe (prêt)              | D1                    | 29          | 1           | -                     | -                     | C3                             | 2                              | 0                              | 31    | 1     |
| 2016-2017             | Neftekhimik Nijnekamsk (prêt) | D2                    | 10          | 1           | -                     | -                     | -                              | -                              | -                              | 10    | 1     |
| Sous-total            | Sous-total                    | Sous-total            | 56          | 2           | -                     | -                     | -                              | 2                              | 0                              | 58    | 2     |
| 2014-2015             | Rubin Kazan                   | D1                    | 1           | 0           | -                     | -                     | -                              | -                              | -                              | 1     | 0     |
| 2015-2016             | Rubin Kazan                   | D1                    | -           | -           | 1                     | 0                     | -                              | -                              | -                              | 1     | 0     |
| 2017-2018             | Rubin Kazan                   | D1                    | 17          | 0           | 2                     | 1                     | -                              | -                              | -                              | 19    | 1     |
| 2018-2019             | Rubin Kazan                   | D1                    | 27          | 6           | 3                     | 0                     | -                              | -                              | -                              | 30    | 6     |
| 2019-2020             | Rubin Kazan                   | D1                    | 14          | 0           | 1                     | 0                     | -                              | -                              | -                              | 15    | 0     |
| Sous-total            | Sous-total                    | Sous-total            | 59          | 6           | 7                     | 1                     | -                              | -                              | -                              | 66    | 7     |
| 2019-2020             | FK Krasnodar                  | D1                    | 8           | 0           | -                     | -                     | -                              | -                              | -                              | 8     | 0     |
| 2020-2021             | FK Krasnodar                  | D1                    | 15          | 0           | 1                     | 0                     | C1                             | 4                              | 0                              | 20    | 0     |
| 2021-2022             | FK Krasnodar                  | D1                    | 26          | 0           | 2                     | 0                     | -                              | -                              | -                              | 28    | 0     |
| 2022-2023             | FK Krasnodar                  | D1                    | 7           | 0           | 4                     | 0                     | -                              | -                              | -                              | 11    | 0     |
| Sous-total            | Sous-total                    | Sous-total            | 56          | 0           | 7                     | 0                     | -                              | 4                              | 0                              | 67    | 0     |
| Total sur la carrière | Total sur la carrière         | Total sur la carrière | 171         | 8           | 13                    | 1                     | -                              | 6                              | 0                              | 190   | 9     |